# Ukraińcy w Bydgoszczy
Ukraińcy w Bydgoszczy pojawili się na początku lat 20. XX wieku i tworzyli w tym mieście niewielką społeczność złożoną z żołnierzy Ukraińskiej Republiki Ludowej. Jej działalność zamarła po II wojnie światowej.
Ukraińcy pojawili się w Bydgoszczy po zamknięciu polskich obozów internowania dla żołnierzy armii URL w Polsce. Chociaż w bezpośredniej okolicy Bydgoszczy obóz taki nie funkcjonował, miasto przyciągnęło niewielką grupę Ukraińców, którzy opuszczali obozy w Aleksandrowie Kujawskim oraz Strzałkowie. Ponadto wiosną 1921 władze polskie skierowały do miasta 3 ukraińskich pilotów i 20 mechaników lotniczych, którzy podjęli pracę instruktorów w Niższej Szkole Pilotów i Szkole Mechaników Centralnych Zakładów Lotniczych. Byli oni żołnierzami oddziału lotniczego Armii URL i specjalizowali się w obsłudze i pilotażu samolotów "Newport". Wiadomo, iż w Bydgoszczy – dużym ośrodku przemysłowym – oprócz wyżej wymienionych osiedliło się i znalazło pracę kolejnych 22 ukraińskich wojskowych.
W lipcu 1922, pod naciskiem endeckiej prasy, Szkoła Mechaników Lotniczych (powstała przez przekształcenie poprzedniej placówki) zwolniła sprowadzonych do miasta Ukraińców. Najprawdopodobniej pozostali oni jednak w Bydgoszczy. Kolejna wzmianka o istnieniu w tym mieście niewielkiej społeczności ukraińskiej pochodzi z 1928, gdy delegat z Bydgoszczy wystąpił na II zjeździe ukraińskiej emigracji politycznej w Warszawie. We wrześniu 1930 Ukraiński Komitet Centralny rozpoczął działania na rzecz powołania swojego oddziału w Bydgoszczy. Jego prezesem został wybrany ppłk Fedor Rybałko–Rybałczenko, skierowany z Warszawy. Działalność oddziału była jednak zakrojona na niewielką skalę i prawdopodobnie ograniczała się do organizacji obchodów rocznic śmierć Symona Petlury oraz Iwana Mazepy. Społeczność ukraińska w Bydgoszczy i okolicach liczyła wówczas ponad 30 osób.
W latach 1935 i 1938 podejmowane były próby aktywizacji oddziału. Jeszcze w marcu 1939 na zebraniu sprawozdawczo–wyborczym planowany był zakup lokalu, jednak nie ma informacji, czy ostatecznie do tego doszło. Wiadomo natomiast, że Ukraińcy z Bydgoszczy uczestniczyli w życiu miejscowej parafii prawosławnej oraz brali regularny udział w uroczystościach na Ukraińskim Cmentarzu Wojskowym w Aleksandrowie Kujawskim. Utrzymywali również kontakty z większymi i lepiej zorganizowanymi społecznościami tej narodowości w Toruniu i w Aleksandrowie Kujawskim. Ich lojalność wobec władz polskich nie budziła wątpliwości.